# 刁柔
刁 柔（ちょう じゅう、501年 - 556年）は、北魏から北斉にかけての儒学者・歴史家・官僚。字は子温。本貫は勃海郡饒安県。

## 経歴
刁整の子として生まれた。若くして学問を好み、経書や史書を習って、儀礼を最も重んじた。記憶力が強く、氏族の内外にいたるまで多くのことを暗記していた。北魏の宣武帝の下で挽郎とされ、官職について司空行参軍をつとめた。母が死去すると、3年の喪に完全に服して孝行で知られた。永安年間に中堅将軍・奉車都尉に任じられ、冠軍将軍・中散大夫の位を加えられた。東魏の元象年間に晋陽に赴き、高歓により永安公府長流参軍に任じられ、高歓の息子たちに儒学を教授した。北斉の天保初年、国子博士・中書舎人に任じられた。魏収が『魏書』の編纂を命じられると、刁柔は編纂事業に参画するよう推薦された。刁柔は性格が頑固で、そのため推薦されたのだが、魏収には嫌われて敬遠された。
また律令改定の議論に参加した。ときに五等の爵邑の継承について議論する者があり、嫡子のない場合には嫡孫を立て、嫡孫のない場合には嫡子の弟を立て、嫡子の弟のない場合には嫡孫の弟を立てるよう主張した。刁柔はこれに反論して、嫡孫のない場合には嫡曾孫を立てるべきで、嫡子の弟を立てるべきではないと主張した。
556年（天保7年）夏、刁柔は死去した。享年は56。刁柔は史館にいる期間は長くなかったが、『魏書』の完成に立ち会うことができた。『魏書』は関係者の親族に過剰な虚飾をならべたので、当時の世論に批判された。

## 伝記資料
- 『北斉書』巻44 列伝第36
- 『北史』巻26 列伝第14